# 西風翠灰蝶
西風翠灰蝶（学名：Chrysozephyrus nishikaze），又名西風金灰蝶、西風綠小灰蝶、西風綠灰蝶，为灰蝶科翠灰蝶屬下的一个种。

## 描述
本種為中型灰蝶，具明顯雌雄二型性。體色褐，頭部有白色條紋，複眼具白邊，雄蝶複眼密被毛，雌蝶較疏。觸角深褐具白環，下唇鬚白混深褐，前伸變細，末端尖。足白色，跗節帶深褐紋，雄蝶前足癒合，雌蝶不癒合。
前翅長21-23 mm，呈三角形，前緣與外緣呈弧形；後翅近扇形，CuA2脈末端具絲狀尾突。
翅背面底色褐，雄蝶覆有帶黃色的金屬綠鱗，前翅外緣與後翅各緣具黑邊，後翅外緣有藍色細線。雌蝶前翅中室與CuA2室具藍紫色金屬斑塊（B型），有時另具兩枚橙斑（AB型）。
翅腹面為褐色，中央具白線，後翅呈W形，Sc+R1或Rs室基部有白短紋；中室端有鑲白邊短條，亞外緣帶紋褐色鑲白邊，後翅另具弦月狀白紋。臀區與CuA1室各具黑點與橙紋，形成眼狀斑。前翅緣毛褐色，後翅外褐內白。

## 分佈
本種為臺灣特有種，分布於本島中至高海拔地區。

## 棲地
棲息於常綠闊葉林，一年一世代，成蝶出沒於夏季。幼蟲取食薔薇科山櫻花新芽，成蝶產卵於寄主植物休眠芽基部附近，並以卵態過冬。